# Musiksammlung Nordkirchen

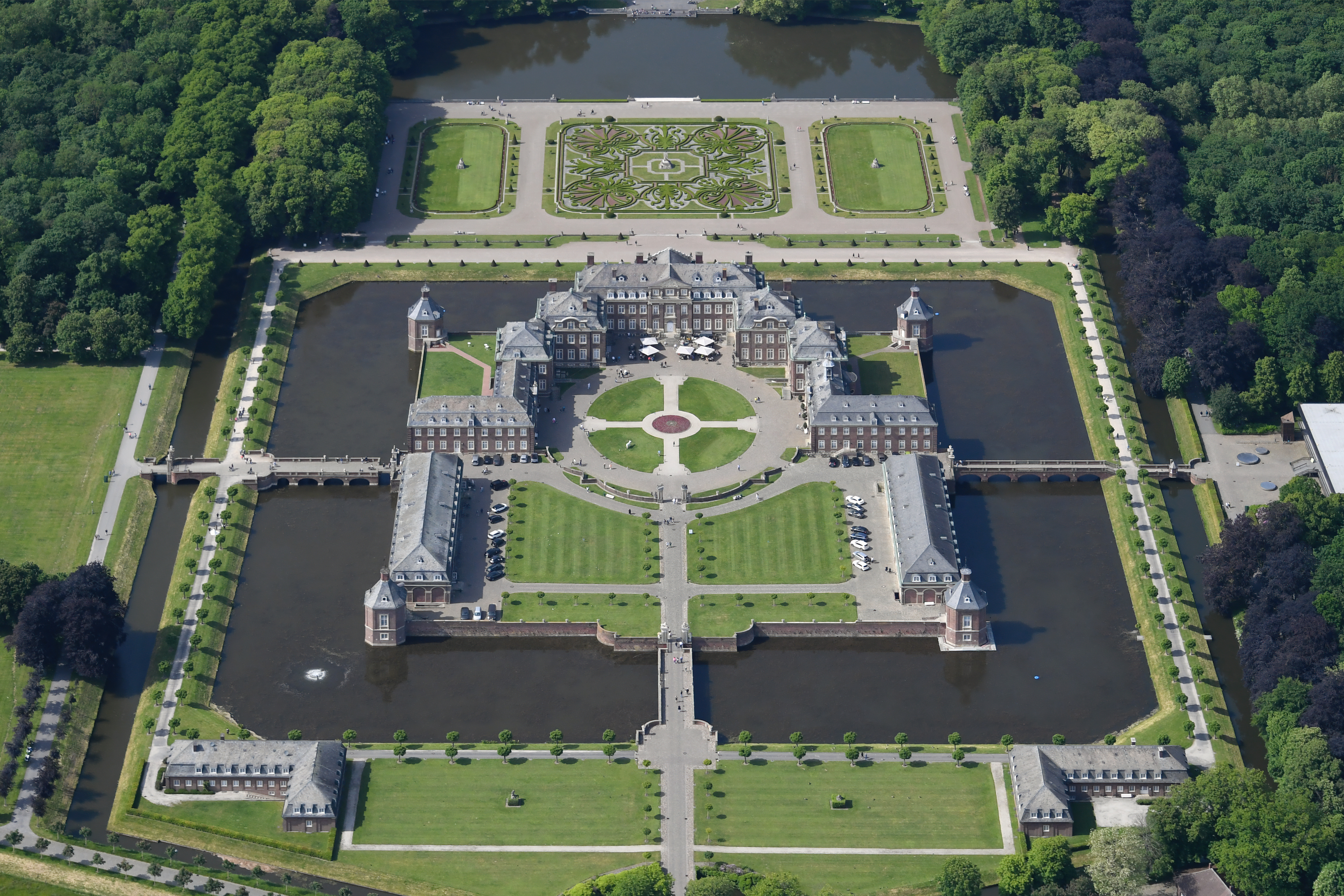
Schloss Nordkirchen

Die Musiksammlung Nordkirchen gehört seit 1991 zum Bestand der Universitäts- und Landesbibliothek Münster (Nordrhein-Westfalen). 
Die Sammlung ergänzt die Fürst zu Bentheimsche Musikaliensammlung Burgsteinfurt und die Fürstlich zu Bentheim-Tecklenburgische Musikbibliothek Rheda, die beide als Leihgaben von der Bibliothek verwaltet werden. 

## Geschichte

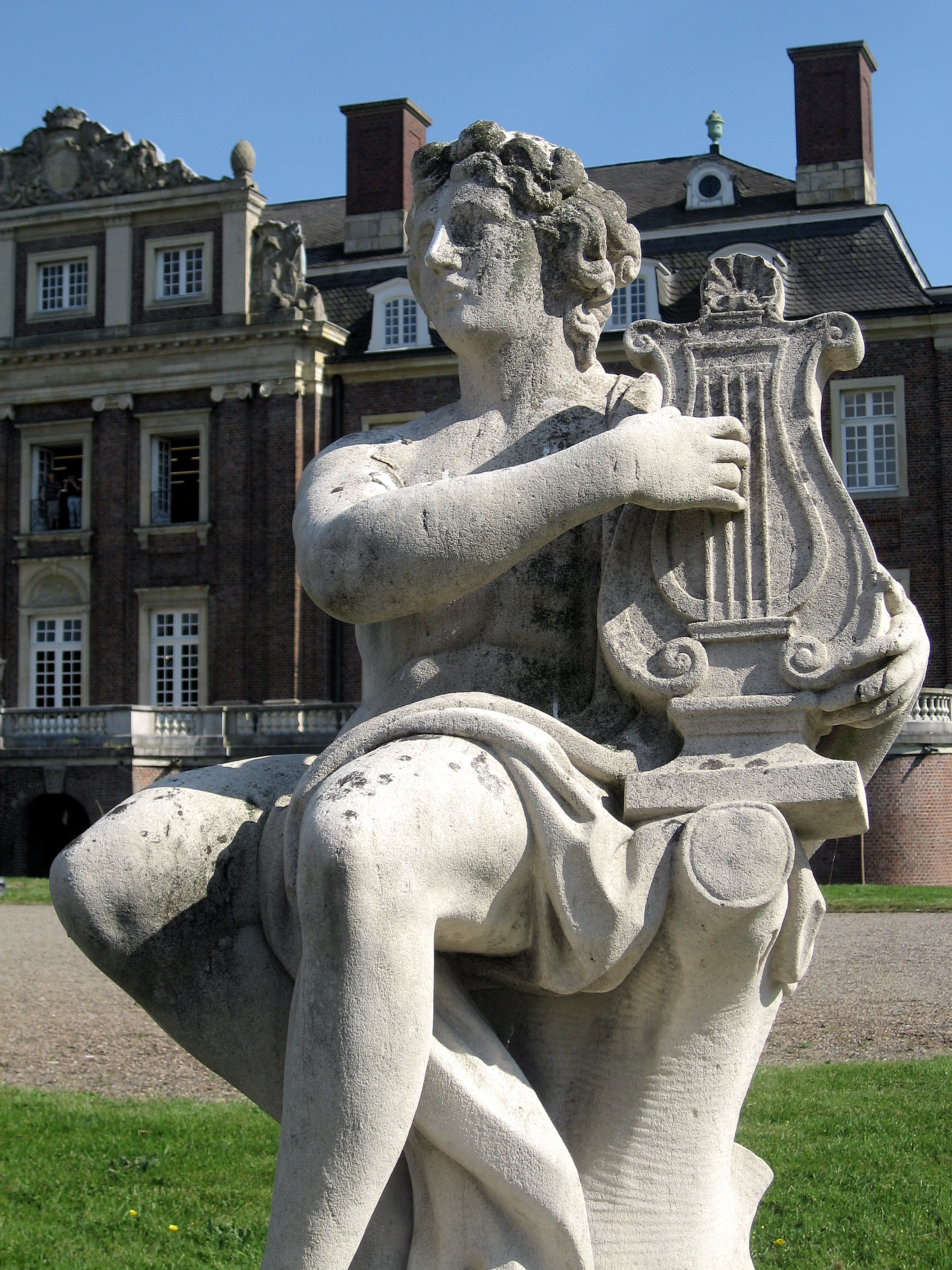
Schloss Nordkirchen

Die Musiksammlung Nordkirchen wurde 1991 auf dem Antiquariatsmarkt für die Universitäts- und Landesbibliothek Münster erworben. Die 154 Handschriften und 165 Drucke ergänzen die Fürst zu Bentheimsche Musikaliensammlung Burgsteinfurt und die Fürstlich zu Bentheim-Tecklenburgische Musikbibliothek Rheda, die beide seit den 1960er Jahren als Leihgaben von der Bibliothek verwaltet werden. Aus ihr lassen sich einige Erkenntnisse über das Musikleben des westfälischen Adels im 18. Jahrhundert ableiten. Den Musikalienbestand von Schloss Nordkirchen muss man mit Graf Franz Joseph von Plettenberg (1714–1779) in Verbindung bringen.
Nicht wenige Notenhandschriften und Musikdrucke weisen auf eine Verbindung des Nordkirchener Hofes zur Bonner Hofkapelle des Kurfürsten Clemens August von Wittelsbach (reg. 1723–1761) und seiner Nachfolger hin. Wie die Noten nach Nordkirchen gelangt sind, ist völlig ungeklärt. Es sind keine berühmten Komponistennamen, die diesen kurkölnischen Teil der Sammlung auszeichnen. Dokumentiert wird die Beziehung nach Bonn durch eine handschriftlich überlieferte Cembalo-Sonate des Italieners Andrea Lucchesi (1741–1801), der auf dem Titelblatt ausdrücklich als Hofkapellmeister des Kölner Kurfürsten und Bischofs von Münster bezeichnet wird. Der noch nicht identifizierte Valerio Valenti, Direktor und Repetitor der Ballette in Bonn, widmete der Gräfin Plettenberg (1718–1796) seine Cembalo-Sonate.
Ein nicht weniger interessanter Anteil des Musikalienbestandes stammt aus Wien und dürfte von Graf Franz Joseph während seiner Jahre in Wien gesammelt worden sein. Es ist unbekannt, zu welchem Zweck der Graf diese Sammlung angelegt hat, es sind Werke für volles Orchester, und es ist kaum anzunehmen, dass sie jemals in Nordkirchen zur Aufführung kamen, da dort ein entsprechender Aufführungsapparat fehlte. Besondere Aufmerksamkeit unter den Handschriften aus Wien dürfen Werke von Christoph Willibald Gluck (1714–1787) beanspruchen, darunter zwei Ballett-Pantomimen Le Festin de Piere ou Don Juan und Alexandre et Roxane. Letztere ist bisher nur aus Quellen Nicht-Wiener Provenienz bekannt gewesen. Daher kommt der Nordkirchener Handschrift primäre Bedeutung zu.

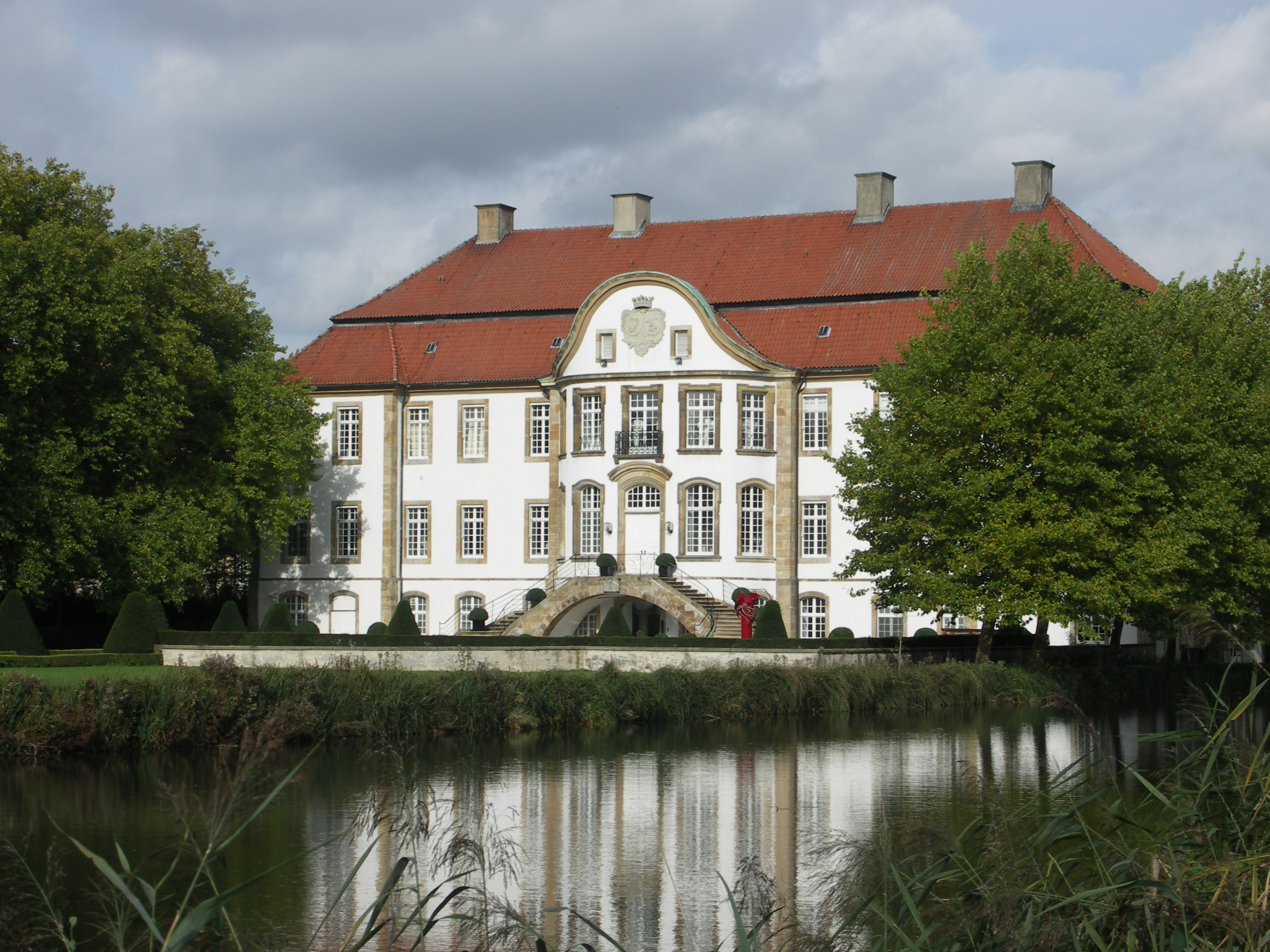
Schloss von Ketteler zu Harkotten

Eine dritte, jüngere Schicht in der Nordkirchener Sammlung stammt aus der Zeit um 1780 bis etwa 1820. Der Sohn des Grafen Franz Joseph, Clemens August Graf von Plettenberg (1742–1771), war mit Maria Anna Alexandrina, geb. Freiin von Galen (1752–1829) verheiratet gewesen. Nach dem frühen Tod ihres ersten Gemahls ging die Witwe 1778 eine zweite Ehe mit Clemens August Anton von Ketteler zu Harkotten (1751–1815) ein. Diese Namen – Galen, Plettenberg und Ketteler – tauchen immer wieder auf den Handschriften und Drucken als Besitzvermerke auf. Es wird deutlich, dass die Sammlung zunächst in Nordkirchen angelegt wurde, dann mit der neuerlichen Vermählung nach Harkotten gelangte und dort gepflegt und erweitert wurde. Das Musik-Niveau auf Harkotten ist um 1800 durchaus anspruchsvoll gewesen. Eine Vorliebe scheint der Haydn-Schüler Ignaz Pleyel genossen zu haben. Aber auch die Existenz der beiden großen Gesamtausgaben von Haydn und Mozart, die bei der Firma Breitkopf & Härtel in Leipzig verlegt worden sind, deutet auf ein breites Musik-Interesse hin.
Auch in Nordkirchen gehörte Musik weiterhin zum alltäglichen Zeitvertreib, wenn auch nur am Rande. Als in den 1830er Jahren der Walzer und der Ländler Mode wurden, erwarb Marie Gräfin von Plettenberg (1809–1861, verheiratete von Esterházy de Galántha) entsprechende Klaviermusik. Der Notenbestand von Schloss Nordkirchen und Schloss Harkotten erweitert unsere Kenntnis vom Musikleben auf den Wasserschlössern des Münsterlandes gerade angesichts seiner vielschichtigen Zusammensetzung ganz erheblich.
Alle Werke der Musiksammlung Nordkirchen wurden ins internationale Musikrepertorium RISM eingetragen.